# Бурак Дениз
Бурак Дениз (на турски: Burak Deniz; роден на 17 февруари 1991 г., Измит, Турция) е турски модел и актьор. Най-известните му роли са на Мерт в сериала „Кралица на нощта“ и на Мурат Сарсълмаз в сериала „Любовта не разбира от думи“.

## Живот и кариера
Бурак Дениз е роден на 17 февруари 1991 в Измит, Турция. Родителите му се развеждат, когато е малък. Изучава история на изкуството в университета.
През 2011 се снима в сериала „Години в колежа“, а година по-късно участва в сериала „Султан“ в ролята на Тарък. През 2013 се снима в сериала „Беглец“ като Бурак Топчуоулу.
През 2015 участва в няколко епизода в турския римейк „Кварталът на богатите“ в ролята на Арас, а година по-късно се снима в друг турски римейк „Малки сладки лъжкини“ като Топрак.
През 2016 участва в сериала „Кралица на нощта“ в образа на Мерт. Същата година се снима в главната роля на Мурат в „Любовта не разбира от думи“.
През 2017 участва в сериала „Нашата история (сериал)“ в главна роля на Баръш известен още с името Саваш Актан.

## Филмография
| Година      | Заглавие                   | Роля               |
| ----------- | -------------------------- | ------------------ |
| 2011        | Години в колежа            | Онур               |
| 2012        | Султан                     | Тарък              |
| 2013 – 2014 | Беглец                     | Бурак Топчуоулу    |
| 2015        | Кварталът на богатите      | Арас               |
| 2015        | Малки сладки лъжкини       | Топрак Кайнак      |
| 2016        | Кралицата на нощта         | Мерт               |
| 2016        | Любовта не разбира от думи | Мурат Сарсълмаз    |
| 2017 – 2019 | Нашата история             | Баръш/ Саваш Актан |
| 2018        | Arada                      | Озан               |
| 2020        | Yarım Kalan Aşkla          | Кадир Билмез       |
| 2021        | Maraşlı                    | Джелал Кун         |
| 2023        | Друг човек                 | Кенан/Доан         |
| 2024        | Нощна приказка             | Махир              |